# Енфілд (Нью-Гемпшир)
Енфілд (англ. Enfield) — місто (англ. town) в США, в окрузі Ґрафтон штату Нью-Гемпшир. Населення — 4465 осіб (2020).

## Демографія
Згідно з переписом 2010 року, у місті мешкали 4582 особи в 2044 домогосподарствах у складі 1305 родин. Було 2508 помешкань
Расовий склад населення:
| - 96,8 % — білих - 0,9 % — азіатів - 0,4 % — чорних або афроамериканців - 0,3 % — корінних американців |

До двох чи більше рас належало 1,4 %. Частка іспаномовних становила 1,2 % від усіх жителів.
За віковим діапазоном населення розподілялося таким чином: 19,4 % — особи молодші 18 років, 66,7 % — особи у віці 18—64 років, 13,9 % — особи у віці 65 років та старші. Медіана віку мешканця становила 43,6 року. На 100 осіб жіночої статі у місті припадало 94,6 чоловіків;  на 100 жінок у віці від 18 років та старших — 93,1 чоловіків також старших 18 років.
Середній дохід на одне домашнє господарство  становив 105 746 доларів США (медіана — 82 469), а середній дохід на одну сім'ю — 111 656 доларів (медіана — 87 802). Медіана доходів становила 67 708 доларів для чоловіків та 41 848 доларів для жінок. За межею бідності перебувало 4,4 % осіб, у тому числі 0,0 % дітей у віці до 18 років та 4,5 % осіб у віці 65 років та старших.
Цивільне працевлаштоване населення становило 2706 осіб. Основні галузі зайнятості: освіта, охорона здоров'я та соціальна допомога — 35,2 %, науковці, спеціалісти, менеджери — 14,3 %, виробництво — 10,7 %, роздрібна торгівля — 9,4 %.